# Ювілейна медаль «60 років визволення України від фашистських загарбників»
Ювілейна медаль «60 років визволення України від фашистських загарбників»  — державна нагорода України — відзнака Президента України для нагородження учасників бойових дій у період Другої світової війни 1941—1945 років, заснована на відзначення 60-ї річниці визволення України від фашистських загарбників.

## Історія нагороди
Відзнака заснована Указом Президента України Л. Д. Кучми 17 вересня 2004 року.

## Положення про ювілейну медаль «60 років визволення України від фашистських загарбників»
Відзнакою Президента України — ювілейною медаллю «60 років визволення України від фашистських загарбників» нагороджуються учасники бойових дій у період Другої світової війни 1941—1945 років.
Нагородження та вручення ювілейної медалі проводиться від імені Президента України центральними органами виконавчої влади, Радою міністрів Автономної Республіки Крим, обласними, Київською та Севастопольською міськими державними адміністраціями.
Вручення ювілейної медалі громадянам інших держав здійснюється Міністерством закордонних справ України.
Підставою для включення до списку для вручення ювілейної медалі є документи, які відповідно до законодавства підтверджують статус особи — учасника бойових дій або інваліда Великої Вітчизняної війни 1941—1945 років.

## Опис ювілейної медалі «60 років визволення України від фашистських загарбників»
Ювілейна медаль «60 років визволення України від фашистських загарбників» кругла, діаметром 32 мм, виготовляється з латуні. На лицьовому боці — зображення воїна-визволителя, якого вітає квітами дівчина, на фоні пам'ятника Богдану Хмельницькому в місті Києві і святкового салюту. У лівій частині медалі — зображення веж Софіївського собору та напис «1944—2004».
На зворотному боці медалі — напис «60 років визволення України від фашистських загарбників» у п'ять рядків і зображення лаврової гілки, перевитої георгіївською стрічкою. Усі зображення і написи рельєфні. Медаль обрамлена бортиком.
За допомогою кільця з вушком медаль з'єднується з п'ятикутною колодкою, обтягнутою стрічкою. На зворотному боці колодки — застібка для прикріплення до одягу.
Стрічка ювілейної медалі шовкова муарова малинового кольору, з лівого боку з двома смужками синього і жовтого кольорів, з правого — двома смужками чорного та однією оранжевого кольорів. Ширина стрічки — 24 мм, ширина смужок — по 2 мм кожна.
Планка ювілейної медалі являє собою прямокутну металеву пластинку, обтягнуту відповідною стрічкою. Розмір планки: висота — 12 мм, ширина — 24 мм.
Медаль була розроблена заступником керівника Управління державних нагород та геральдики Адміністрації Президента України Віктором Бузало.

## Послідовність розміщення знаків державних нагород України
- Відзнака Президента України — ювілейна медаль «60 років визволення України від фашистських загарбників» — на лівому боці грудей після відзнаки Президента України — медалі «За працю і звитягу».